# Francesco Maria Pignatelli mlajši
Francesco Maria Pignatelli mlajši, italijanski rimskokatoliški duhovnik in kardinal, * 19. februar 1744, Rosarno, † 14. avgust 1815.

## Življenjepis
21. februarja 1794 je bil povzdignjen v kardinala in imenovan za kardinal-duhovnika S. Maria del Popolo; leta 1800 je bil imenovan še za baziliko svete Marije v Trasteveru.